# العلاقات الإماراتية الموريتانية
العلاقات الإماراتية الموريتانية هي العلاقات الثنائية التي تجمع بين الإمارات العربية المتحدة وموريتانيا.

## تاريخ
إن العلاقات بين دولة الإمارات العربية المتحدة والجمهورية الإسلامية الموريتانية، علاقات تاريخية، وكان الشيخ زايد حريصاً على تعميق هذه العلاقات، حيث قام بزيارة موريتانيا خلال عام 1974، وكان لهذه الزيارة عميق الأثر في وضع الأسس القوية للعلاقات بين البلدين وشعبيهما الشقيقين.
في فبراير 2020، حل الرئيس الموريتاني محمد ولد الغزواني بالعاصمة أبوظبي، وإلتقى ولي عهد أبوظبي محمد بن زايد آل نهيان، وقد تم خلال هذه الزيارة تعزيز التعاون في مختلف المجالات.

## مقارنة بين البلدين
هذه مقارنة عامة ومرجعية للدولتين:
| وجه المقارنة                                              | الإمارات العربية المتحدة | موريتانيا                 |
| --------------------------------------------------------- | ------------------------ | ------------------------- |
| المساحة (كم2)                                             | 83.60 ألف                | 1.03 مليون                |
| عدد السكان (نسمة)                                         | 9.40 مليون               | 4.42 مليون                |
| الكثافة السكانية (ن./كم²)                                 | 112.44                   | 4.29                      |
| العاصمة                                                   | أبو ظبي                  | نواكشوط                   |
| اللغة الرسمية                                             | اللغة العربية            | اللغة العربية، لغة فرنسية |
| العملة                                                    | درهم إماراتي             | أوقية موريتانية، أوقية ‏   |
| الناتج المحلي الإجمالي (بليون دولار)                      | 382.58 مليار             | 5.02 مليار                |
| الناتج المحلي الإجمالي (تعادل القوة الشرائية) بليون دولار | 640.72 مليار             |                           |
| الناتج المحلي الإجمالي الاسمي للفرد دولار أمريكي          | 40.44 ألف                |                           |
| الناتج المحلي الإجمالي للفرد دولار أمريكي                 | 67.67 ألف                | 3.91 ألف                  |
| مؤشر التنمية البشرية                                      | 0.835                    | 0.506                     |
| رمز المكالمات الدولي                                      | +971                     | +222                      |
| رمز الإنترنت                                              | .ae، .امارات             | .mr                       |
| المنطقة الزمنية                                           | ت ع م+04:00              | 00                        |

## منظمات دولية مشتركة
يشترك البلدان في عضوية مجموعة من المنظمات الدولية، منها:
| علم المنظمة | اسم المنظمة                                 | تاريخ انضمام الإمارات العربية المتحدة | تاريخ انضمام موريتانيا |
| ----------- | ------------------------------------------- | ------------------------------------- | ---------------------- |
|             | وكالة ضمان الاستثمار متعدد الأطراف          | 20 أكتوبر 1993                        | 8 سبتمبر 1992          |
|             | الأمم المتحدة                               | 9 ديسمبر 1971                         | 27 أكتوبر 1961         |
|             | جامعة الدول العربية                         | 6 ديسمبر 1971                         | 26 نوفمبر 1973         |
|             | صندوق النقد العربي                          | ?                                     | ?                      |
|             | منظمة التعاون الإسلامي                      | ?                                     | ?                      |
|             | منظمة حظر الأسلحة الكيميائية                | ?                                     | ?                      |
|             | منظمة التجارة العالمية                      | ?                                     | 31 مايو 1995           |
|             | منظمة الشرطة الجنائية الدولية               | ?                                     | ?                      |
|             | البنك الإفريقي للتنمية                      | ?                                     | ?                      |
|             | الصندوق العربي للإنماء الاقتصادي والاجتماعي | ?                                     | ?                      |
|             | مؤسسة التنمية الدولية                       | 23 ديسمبر 1981                        | 10 سبتمبر 1963         |
|             | يونسكو                                      | 20 أبريل 1972                         | 10 يناير 1962          |
|             | الاتحاد البريدي العالمي                     | ?                                     | ?                      |
|             | البنك الدولي للإنشاء والتعمير               | 22 سبتمبر 1972                        | 10 سبتمبر 1963         |
|             | المصرف العربي للتنمية الاقتصادية في أفريقيا | ?                                     | ?                      |
|             | الاتحاد الدولي للاتصالات                    | 27 يونيو 1972                         | 18 أبريل 1962          |
|             | مؤسسة التمويل الدولية                       | 30 سبتمبر 1977                        | 29 ديسمبر 1967         |
|             | المركز الدولي لتسوية المنازعات الاستشارية   | 22 يناير 1982                         | 14 أكتوبر 1966         |

## وصلات خارجية
- موقع وزارة الخارجية الإماراتية